# Marcus du Sautoy
 Marcus Peter Francis du Sautoy  (Londres, Gran Bretaña, 26 de agosto de 1965), conocido como Marcus du Sautoy, es un matemático, escritor, presentador, columnista, divulgador y profesor de matemáticas de la Universidad de Oxford, conocido popularmente sobre todo por ser conductor de la serie documental de la BBC The Code, acerca de conceptos básicos de la historia del uso y significado de los números.
En el 2001 obtuvo el Premio Berwick de la Sociedad Matemática de Londres que se concede a la mejor investigación llevada a cabo por un matemático de menos de cuarenta años. Es conocido principalmente por su labor de popularización de las matemáticas y por ser un especialista en teoría de números. Escribe en The Times y The Guardian y ha presentado diversos programas de televisión sobre matemáticas en la BBC. Los tres libros que ha escrito hasta el momento han recibido grandes elogios por parte de la crítica. Con La música de los números primos ganó en 2004 el Premio Peano en Italia y en Alemania en 2005 el Premio Sartorius.

## Obra
- 2003 - The Music of the Primes (2003).
- 2007 - Finding Moonshine (UK title, 2007); Symmetry: A Journey into the Patterns of Nature (US title, 2008)
- 2008 - Symmetry: A Journey into the Patterns of Nature (US title, 2008)
- 2009 - The Num8er My5teries: A Mathematical Odyssey Through Everyday Life (2009)
- 2016 - What We Cannot Know: Explorations at the Edge of Knowledge (Fourth Estate 2016)
- 2017 - The Great Unknown: Seven Journeys to the Frontiers of Science.[3][4]
- 2019 - The Creativity Code: How AI Is Learning to Write, Paint and Think'' (2019).[5]

## Obra en español
- 2007 - Euler, el águila matemática (fragmento)
- 2009 - Simetría. Un viaje por los patrones de la naturaleza (Acantilado, 2009)
- 2012 - Los misterios de los números. La odisea de las matemáticas en la vida cotidiana (Acantilado, 2012)
- 2018 - Lo que no podemos saber. Exploraciones en la frontera del conocimiento (Acantilado, 2018)
- 2020 - Programados para crear. Cómo está aprendiendo a escribir, pintar y pensar la inteligencia artificial’, (Acantilado, 2020)
- 2023 - Para pensar mejor. El arte del atajo (Acantilado, 2023)